# Aryan Brotherhood

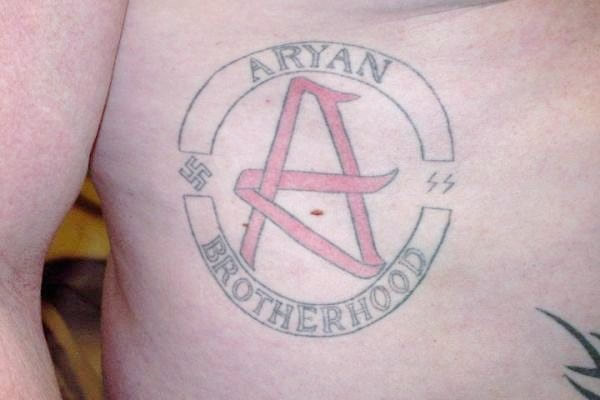
Tatoeage van de Aryan Brotherhood

De Aryan Brotherhood (ook wel bekend als de AB of The Brand) is een verbond van verschillende bendes in Amerikaanse gevangenissen. Overigens zijn deze bendes ook buiten de gevangenis actief. De brotherhood telt vermoedelijk ruim 15.000 leden. Volgens de FBI is de club verantwoordelijk voor 26% van alle moorden binnen de gevangenissen, terwijl minder dan 1% van alle gevangenen in Amerikaanse federale gevangenissen lid is.

## Organisatie
De Aryan Brotherhood is actief in verschillende gevangenissen, vooral in Californië. De bende bestaat louter uit blanken ("Aryans"). Voor het lidmaatschap zou een zogeheten Blood in, Blood out-systeem gelden. Dat betekent dat je voor toelating in de groep iemand moet vermoorden ("Blood in") en slechts dood de groep kunt verlaten ("blood out"). De groep hanteert een soort eedversje:
Een Aryan brother is zonder baat
Hij loopt waar de zwakken en hartelozen niet durven
Voor een Aryan Brother speelt moord of angst geen rol
Wraak is altijd toegestaan.
(Nederlandse vertaling)
De meeste Aryan Brotherhoodleden hebben tatoeages, meestal bestaande uit de volgende teksten of tekens: The Aryan Brotherhood, The Acryonym, AB, 666, SS sig runes, spinnenwebben bij de elleboog, een klavertje 3, Nazi-hakenkruizen enzovoorts. Het officiële symbool van de brotherhood is het klavertje 3.
Ook buiten de gevangenis is de Brotherhood actief. Ze houden zich bezig met drugs dealen, afpersing, prostitutie en huurmoorden. Er is contact met Aziatische criminelen met het oog op drugshandel vanuit Thailand.
John Gotti, de baas van de Gambino-maffiafamilie, had bescherming gevraagd aan de Aryan Brotherhood voor geld toen hij in de gevangenis zat. Toen hij niet meer betaalde, stopte de Aryan Brotherhood met de bescherming in de wetenschap dat hij vroeger of later hun hulp weer nodig zou hebben. Nadat Gotti door een medegevangene was mishandeld, nadat hij die had uitgescholden, nam Gotti weer contact op met de Brotherhood. Hij wilde wraak en betaalde voor bescherming en om zijn aanvaller te laten doden.

## Bekende leden
Een van de leiders van de Aryan Brotherhood is Barry Mills, in maart 2006 aangeklaagd voor vele misdaden. Hij zit een levenslange gevangenisstraf uit in Florence (Colorado).
Inmiddels is bekend geworden dat Mills, een dag na zijn 70e geboortedag, in zijn cel is overleden aan natuurlijke oorzaken. Hij heeft ca. 49 jaar van zijn leven in de gevangenis doorgebracht.
Een voormalig leider van de Aryan Brotherhood is de meervoudig moordenaar Michael Thompson. Thompson beweert dat hij in gevangenschap gedurende zijn tijd als Brotherhood-lid 22 gevangenen vermoord heeft. Michael Thompson stapte uit de Aryan Brotherhood toen 2 andere leiders, te weten Barry Mills en Tyler Bingham, opdracht gaven aan ene Curtis Price de vrouw, de vader en een vriend van ex-brotherhoodlid Steven Barnes te vermoorden. Het vermoorden van kinderen, ouderen en vrouwen zou volgens Michael Thompson tegen de regels zijn geweest, waarop hij de Brotherhood de rug toekeerde en tegen ze is gaan getuigen. Sindsdien staat Michael Thompson bovenaan de dodenlijst van de Aryan Brotherhood. Hij getuigt nu ruim 20 jaar tegen de Aryan Brotherhood.
Een andere leider van de Aryan Brotherhood is Tyler Bingham, veroordeeld vanwege vele misdaden. Hij schijnt deels joods te zijn en draagt een getatoeëerde Davidster op z'n rechterarm, en een hakenkruis op zijn linkerarm.
Leden van de Aryan Brotherhood waren oorspronkelijk Iers. Tegenwoordig heeft de Aryan Brotherhood ook een redelijk aantal leden uit de Indiaanse gemeenschap (zoals Michael Thompson) en zelfs de Joods-Amerikaanse gemeenschap, zoals Tyler Bingham.